# Ульяновський
Улья́новський (рос. Ульяновский) — селище у складі Топчихинського району Алтайського краю, Росія. Входить до складу Парфьоновської сільської ради.

## Населення
Населення — 174 особи (2010; 250 у 2002).
Національний склад (станом на 2002 рік):
- росіяни — 97 %